# بيكا هاماليانين
بيكا هاماليانين (بالفنلندية: Pekka Hämäläinen)‏ (25 أكتوبر 1938 بهلسنكي في فنلندا - 4 يونيو 2013) هو لاعب كرة قدم فنلندي في مركز الدفاع.

## وصلات خارجية
- بيكا هاماليانين على موقع قاعدة بيانات كرة القدم.إي يو (الإنجليزية)